# آرتمتر
آرتمتر (انگلیسی: Artemether) دارویی است که برای درمان مالاریا به کار می‌رود. فرم تزریقی به‌طور ویژه برای مالاریا شدید به جای کینین استفاده می‌شود. در بزرگسالان، ممکن است به اندازه آرتسونات مؤثر نباشد. با تزریق در ماهیچه انجام می‌شود. همچنین از طریق خوراکی در ترکیب با لومفانترین، معروف به آرتمتر/لومفانترین، در دسترس است.

آرتمتر عوارض جانبی نسبتاً کمی ایجاد می‌کند. ضربان قلب نامنظم به ندرت ممکن است رخ دهد. در حالی که شواهدی وجود دارد مبنی بر اینکه استفاده در دوران بارداری ممکن است در جانوران زیان‌آور باشد، هیچ مدرکی مبنی بر نگرانی در مورد انسان وجود ندارد؛ بنابراین، سازمان بهداشت جهانی (WHO) استفاده از آن را در دوران بارداری توصیه می‌کند. این دارو در کلاس دارویی آرتمیزینین قرار دارد.

## کاربرد پزشکی
آرتمتر یک داروی ضد مالاریا برای مالاریا بدون عارضه ناشی از P. falciparum (و P. falciparum مقاوم به کلروکین) یا P. vivax انگل مقاوم به کلروکین است. آرتمتر همچنین می‌تواند برای درمان مالاریا شدید استفاده شود.
سازمان بهداشت جهانی (WHO) درمان P. falciparum بدون عارضه با درمان ترکیبی مبتنی بر آرتمیزینین را توصیه می‌کند. در ترکیب با لومفانترین، ممکن است یک رژیم ۱۴ روزه پریماکین برای جلوگیری از عود انگل‌های مالاریا P. vivax یا P. ovale و ارائه یک درمان کامل دنبال شود.
آرتمتر همچنین می‌تواند در درمان و پیشگیری از عفونت‌های ترماتود شیستوزومیاز هنگام استفاده در ترکیب با پرازیکوانتل استفاده شود.
آرتمتر توسط FDA بر اساس مطالعات حیوانی که در آن مشتقات آرتمیزینین ارتباطی با از دست دادن و بدشکلی جنین نشان داده‌اند، در رده C رتبه‌بندی شده است. با این حال، برخی مطالعات شواهدی از آسیب را نشان نمی‌دهند.

## عوارض جانبی
عوارض جانبی احتمالی شامل عوارض قلبی مانند برادی کاردی و طولانی شدن فاصله QT است. همچنین، سمیت احتمالی سیستم عصبی مرکزی در مطالعات حیوانی نشان داده شده است.

## تداخلات دارویی
هنگامی که فراورده ترکیبی با لوپیناویر/ریتوناویر استفاده شد، سطح آرتمتر پلاسما کمتر بود. همچنین کاهش مواجهه با دارو در ارتباط با مصرف همزمان با افاویرنز یا نویراپین وجود دارد.
آرتمتر/لومفانترین نباید با داروهایی که CYP3A4 را مهار می‌کنند استفاده شود.
هنگامی که آرتمتر/لومفانترین استفاده می‌شود، داروهای ضدبارداری هورمونی ممکن است کارآمد نباشند.

## فارماکولوژی

### مکانیسم عمل
آرتمتر یک مشتق آرتمیزینین است و مکانیسم اثر آرتمیزینین را داراست.
آرتمتر با فری پروتوپورفیرین IX (هِم) یا یون‌های آهن در واکوئل غذایی انگل اسیدی تعامل دارد و گونه‌های رادیکال سیتوتوکسیک تولید می‌کند.
روش عمل پذیرفته شده داروی حاوی پراکسید شامل برهمکنش آن با هم (محصول جانبی تخریب هموگلوبین) است که از پروتئولیز هموگلوبین به دست می‌آید. این تعامل منجر به تشکیل اکسیژن سمی و رادیکال‌های کربن محور می‌شود.
یکی از مکانیسم‌های پیشنهادی این است که مشتقات آرتمیزینین از طریق مهار آنزیم‌های آنتی‌اکسیدانی و متابولیک، استرس اکسیداتیو و متابولیک را به سلول وارد می‌کنند. برخی از مسیرهای تحت تأثیر ممکن است مربوط به متابولیسم گلوتاتیون و گلوکز باشد. در نتیجه، ضایعات و کاهش رشد انگل ممکن است ایجاد شود.
مکانیسم احتمالی دیگر اثر نشان می‌دهد که داروهای آرتریستینین از طریق مهار PfATP6 اثر کشندگی خود را اعمال می‌کنند. از آنجایی که PfATP6 یک آنزیم تنظیم کننده غلظت کلسیم سلولی است، عملکرد نادرست آن منجر به تجمع کلسیم درون سلولی می‌شود که به نوبه خود باعث مرگ سلولی می‌شود.

### فارماکوکینتیک
جذب آرتمتر با غذا ۲ تا ۳ برابر بهبود می‌یابد. به پروتئین بسیار متصل است (۹۵٫۴٪). حداکثر غلظت آرتمتر ۲ ساعت پس از تجویز مشاهده می‌شود.
آرتمتر در بدن انسان به متابولیت فعال دی هیدروآرتمیزینین عمدتاً توسط آنزیم‌های کبدی CYP3A4/5 متابولیزه می‌شود. هم داروی اصلی و هم متابولیت فعال با نیمه عمر حدود ۲ ساعت حذف می‌شوند.